# Zatrephes magnifenestra
Zatrephes magnifenestra là một loài bướm đêm thuộc phân họ Arctiinae, họ Erebidae.